# ريك كارتر
ريك كارتر (بالإنجليزية: Rick Carter)‏ هو مصمم إنتاجي ومنتج أفلام أمريكي، ولد في 1952 في لوس أنجلوس في الولايات المتحدة.

## وصلات خارجية
- ريك كارتر على موقع IMDb (الإنجليزية)
- ريك كارتر على موقع قاعدة بيانات الفيلم (الإنجليزية)